# Patrick Proisy
| Estadísticas de Patrick Proisy | Estadísticas de Patrick Proisy |
| ------------------------------ | ------------------------------ |
| Origen:                        | Evreux, Francia                |
| Fecha de Nacimiento:           | 10 de septiembre de 1949       |
| Altura:                        | 1.79 metros                    |
| Peso:                          | 70 kilos                       |
| Juego:                         | Diestro                        |
| Mejor Ranking ATP:             | 23º (1973)                     |
| Finalista de Grand Slam:       | 1                              |

´Patrick Proisy (10 de septiembre de 1949 en Evreux, Francia) es un exjugador de tenis mayormente recordado por haber alcanzado la final del Abierto de Francia en 1972. En el torneo obtuvo excelentes triunfos ante Juan Gisbert (segunda ronda), Jan Kodeš (cuartos de final) y Manuel Orantes (semifinales) topándose en la final con el español Andrés Gimeno, perdiendo en 4 sets. Al año siguiente alcanzó las semifinales del Abierto de Australia donde perdió contra el australiano John Newcombe en sets corridos. Fue campeón francés junior en 1967 y el único título de su carrera lo alcanzó en 1977 en Hilversum. Se retiró de la actividad en 1981.
Representó a Francia en Copa Davis entre 1971 y 1977 con un récord de 10-7 en singles y 2-2 en dobles. Luego de su retiro fue director de la empresa de management deportivo IMG y ha sido presidente del club francés Racing Club de Strasbourg y candidato a presidente de la Federación Francesa de Tenis.

## Torneos de Grand Slam

### Finalista Individuales (1)
| Año  | Torneo             | Oponente en la final | Resultado       |
| 1972 | Abierto de Francia | Andrés Gimeno        | 6-4 3-6 1-6 1-6 |

## Títulos oficiales en la Era Abierta (1)

### Individuales (1)
| Grand Slam (0)         |
| Tennis Masters Cup (0) |
| ATP Tour (1)           |

| N.º | Fecha               | Torneo                  | Superficie    | Oponente en la final     | Resultado   |
| --- | ------------------- | ----------------------- | ------------- | ------------------------ | ----------- |
| 1.  | 12 de julio de 1977 | Hilversum, Países Bajos | Tierra Batida | Lito Álvarez (Argentina) | 6-0 6-2 6-0 |

### Finalista en individuales (2)
- 1972: Roland Garros (pìerde ante Andrés Gimeno)
- 1976: Florencia (pierde ante Paolo Bertolucci)